# Literarna zgodovina
Literarna zgodovina je eno od poglavij literarne vede. Ukvarja se z literaturo (leposlovjem, književnostjo) v njenem časovnem in razvojnem zaporedju.  Nacionalne literarne zgodovine skupaj z raziskovanjem jezika, v katerem je literatura napisana, tvorijo nacionalne filologije: kroatistiko, rusistiko, nemcistiko, anglistiko, italijanistiko ..., ki se naprej družijo v slavistiko ali slovansko filologijo, germanistiko, romanistiko, klasično filologijo ... Slovenska literarna zgodovina skupaj s  slovenskim jezikoslovjem tako dobi ime slovenistika.  Pod slovenisti razumemo torej slovenske literarne zgodovinarje in slovenske jezikoslovce. 